# تپه گاودزد
تپه گاودزد مربوط به سده‌های اولیه اسلامی است و در شهرستان فریمان واقع شده و این اثر در تاریخ ۱ آذر ۱۳۸۸ با شمارهٔ ثبت ۲۸۱۰۶ به‌عنوان یکی از آثار ملی ایران به ثبت رسیده‌است.